# Hyphaene
Hyphaene é um género botânico, pertencente à família das Arecáceas.

## Etimologia
O nome genérico, Hyphaene, provém do grego antigo hyphaenein que significa «urdir» ou «tecer», em alusão às fibras que se extraem das palmeiras deste género e com as quais se fazem cordas e cestas;